# Csád hívójelkörzetei
Csád jelenleg (2024) nincs felosztva hívójelkörzetekre.
A Csád számára az ITU a TT hívójelprefixet határozta meg.
| Prefix | Körzet | Hely/jelleg | ITU zóna | CQ zóna | 1 szintű QTH lokátor |
| ------ | ------ | ----------- | -------- | ------- | -------------------- |
| TT     | [0..9] | Csád        | 47       | 36      | JL, KL, JK, KK       |

## Lajstromjel
Vízi és légi járművek lajstromjelezéséhez a TT prefixet használják.